# Alejandro Toledo
Pour les articles homonymes, voir Toledo.
Alejandro Toledo Manrique (né à Cabana, Ancash, Pérou, le 28 mars 1946) est un économiste et un homme d'État péruvien. Il est président de la République du 28 juillet 2001 au 28 juillet 2006. Il remporte l'élection présidentielle en 2001, en battant au second tour Alan García. Il est marié avec l'anthropologue belge Éliane Karp.
Recherché par la justice péruvienne pour des faits de corruption, il est accusé d'avoir reçu des dizaines de millions de dollars de pots-de-vin d'entreprises brésiliennes, notamment d'Odebrecht. Alors qu'il vivait aux États-Unis depuis des années, son extradition est finalement acceptée par Washington, après six ans d'attente, en 2023.

## Situation personnelle

### Origines
Alejandro Toledo naît à Cabana, dans la province de Pallasca (région d'Ancash), le 28 mars 1945. Ses parents, Anatolio Toledo et Margarita Manrique, sont des paysans pauvres quechuas. Alejandro est le cinquième des seize enfants de la famille, parmi lesquels seuls neuf survivent à l'âge adulte. En 1950, sa famille rejoint Chimbote pour avoir une meilleure situation. Enfant, il travaille comme vendeur ambulant pour aider sa famille.

### Formation
Il suit des études secondaires à la Gran Unidad Escolar San Pedro de Chimbote, avec une prédilection pour les matières littéraires et journalistiques. Ses bons résultats lui valent d'obtenir une bourse en 1966 pour pouvoir aller étudier l'économie à l'université de San Francisco, aux États-Unis. Il poursuit ses études à l'université Stanford, où il obtient deux masters, en 1971 et 1972, suivis en 1993 d'un doctorat (PhD).

## Parcours politique

### Débuts
Il est candidat à la présidence de la République en 2000 mais est battu par son adversaire, le président sortant Alberto Fujimori, qui détenait la totalité du pouvoir médiatique. Alejandro Toledo conteste le résultat de l'élection et dénonce des fraudes. Plusieurs de ses partisans sont tués et des dizaines d'autres blessés dans la répression d'une manifestation pacifique par le régime de Fujimori.
De nouveau candidat en 2001, à la suite de la destitution et de la fuite au Japon d'Alberto Fujimori, il représente le parti libéral Pérou possible contre l'ancien président Alan García. Peu charismatique et objet d'accusations pendant la campagne sur son penchant présumé pour la cocaïne, son avance dans les sondages s'érode au fur et à mesure de l'avancée de la campagne. Il est toutefois élu au second tour.

### Président de la République (2001-2006)
Se présentant comme le premier président autochtone du Pérou, il lui est reproché de faire de ses origines un marketing politique, sans que cela se traduise par des politiques de rupture. Au pouvoir, il poursuit les politiques économiques néolibérales de son prédécesseur Fujimori ;  son mandat est marqué par des mesures en faveur des privatisations et par la signature de traités de libre-échange, notamment avec les États-Unis. Il met aussi en œuvre des politiques de lutte contre la pauvreté.
En 2005, peu avant la fin de son mandat, sa cote de popularité s'établit à moins de 10 % de satisfaction, un taux parmi les plus faibles d’Amérique du Sud, en raison de crises ministérielles à répétition, de manque de résultats en matière économique, d'affaires de corruption et d'accusations de falsification visant à permettre la légalisation de son parti en 1998. Il remanie entièrement son gouvernement en aout 2005 pour faire face à la crise politique. En vertu de la Constitution en vigueur, il ne peut briguer un second mandat consécutif en 2006.

### Après la présidence

#### Élections présidentielles de 2011 et 2016
Il rejoint en 2010 « l'initiative des amis d’Israël », qui regroupe des hommes politiques et hommes d'affaires internationaux afin d'utiliser leurs influences pour soutenir les intérêts israéliens.
Candidat à l’élection présidentielle en 2011, il obtient 15,64 % des votes, arrivant en quatrième position, et soutient la candidature d'Ollanta Humala au second tour, qui est élu face à Keiko Fujimori, la fille d'Alberto Fujimori.
De nouveau candidat à l’élection présidentielle en 2016, il obtient 1,3 % des votes.

#### Affaires judiciaires
En avril 2016, Alejandro Toledo est convoqué en justice pour répondre à des accusations de corruption et de blanchiment d'argent concernant l'achat de plusieurs propriétés en connivence avec un homme d'affaires israélien. Il est soupçonné de trafic d'influence et d'avoir reçu des dizaines de millions de dollars de pots-de-vin d'entreprises brésiliennes, notamment d'Odebrecht, en échange de contrats favorables à ces dernières, puis d'avoir blanchi cet argent dans l'achat de luxueuses propriétés en Israël. Il est également suspecté de blanchiment d'argent via une société offshore au Costa Rica.
En février 2017, la justice requiert son incarcération et les autorités péruviennes annoncent offrir 30 000 dollars pour toute information sur sa localisation, Toledo ayant fui à l'étranger. Il est localisé aux États-Unis mais son extradition vers le Pérou est mise en suspens par les autorités américaines, malgré une notice rouge émise par Interpol le concernant. Il y est arrêté le 16 juillet 2019. Washington autorise en février 2023 son extradition. Il est effectivement extradé au Pérou et incarcéré à Lima le 24 avril 2023.
Son épouse Eliane Karp, recherchée au Pérou pour une autre affaire de détournement de fonds et de blanchiment d'argent dans laquelle est également impliqué son époux, prend la fuite en mai 2023 des États-Unis vers Israël, pays qui n'a pas d'accord d'extradition avec le Pérou et dont elle possède la nationalité.
En octobre 2024, un tribunal péruvien condamne Alejandro Toledo, à 20 ans et six mois de prison, pour avoir reçu des pots-de-vin,.